# Neodrepanis
Neodrepanis là một chi chim trong họ Philepittidae, đặc hữu của Madagascar.

## Các loài
- Đuôi cụt hút mật (Neodrepanis coruscans)
- Đuôi cụt hút mật bụng vàng (Neodrepanis hypoxantha)